# Уди, Дюк
Уди Дюк (англ. Duke Udi; 5 мая 1976) — нигерийский футболист и тренер.

## Карьера игрока
В 1994—1995 играл в нигерийском клубе «Шутинг Старз». В 1995 году клуб занял первое место в чемпионате, а Дюк стал обладателем Кубка Нигерии. В том же году перешёл в швейцарский чемпионат, в котором выступал за клуб «Грассхоппер». В сентябре сыграл в Лиге чемпионов против мадридского «Реала» . В 1999 вернулся в Нигерию, в составе «Плату Юнайтед» из города Джос выиграл кубок страны.

## Достижения
- Обладатель Кубка Нигерии: 1995, 1999
- Золото Чемпионата Швейцарии: 1995/96